# Molino de mano talayótico
Un molino de mano talayótico o moló  es un tipo de molino de vaivén propio de la Edad del Bronce y la Edad del Hierro de las islas Baleares (Menorca y Mallorca). Está compuesto por una pieza superior móvil (de forma similar a una nave invertida) y una pieza inferior, fija, con la superficie plana. Se caracteriza por las enormes dimensiones de su parte móvil (hasta cincuenta kilos en el caso de algunos ejemplares menorquines).

## Funcionalidad y utilización
Los análisis realizados sobre la superficie activa de algunos de estos instrumentos han permitido constatar que fueron utilizados para moler cereales y, en algunos casos, sal y pescado (posiblemente pescado seco).
Las partes móviles de este tipo de molino son extraordinariamente abundantes en los poblados talayóticos y postalayóticos menorquines, donde se reutilizaron, muchas veces como elementos constructivos (en muros, pavimentos y hogares de fuego).

## Material de fabricación
Las materias primeras que se utilizaron en la confección de estos útiles son diferentes tipos de rocas sedimentarias. En el caso de los ejemplares procedentes de Menorca, predominan las areniscas y los microconglomerados.